# Resolutie 1198 Veiligheidsraad Verenigde Naties
Resolutie 1198 van de Veiligheidsraad van de Verenigde Naties werd unaniem door de VN-Veiligheidsraad aangenomen op 18 september 1998.

## Achtergrond
Begin jaren 1970 ontstond een conflict tussen Spanje, Marokko, Mauritanië en de Westelijke Sahara zelf over de Westelijke Sahara dat tot dan in Spaanse handen was. Marokko legitimeerde zijn aanspraak op basis van historische banden met het gebied. Nadat Spanje het gebied opgaf bezette Marokko er twee derde van. Het land is nog steeds in conflict met Polisario dat met steun van Algerije de onafhankelijkheid blijft nastreven. Begin jaren 1990 kwam een plan op tafel om de bevolking van de Westelijke Sahara via een volksraadpleging zelf te laten beslissen over de toekomst van het land. Het was de taak van de VN-missie MINURSO om dat referendum op poten te zetten. Het plan strandde later echter door aanhoudende onenigheid tussen de beide partijen waardoor ook de missie nog steeds ter plaatse is.

## Inhoud

### Waarnemingen
- Herinnert aan de vorige resoluties over de Westelijke Sahara.
- Wil nog steeds een blijvende oplossing voor de kwestie.
- Wil nog steeds een eerlijke volksraadpleging over zelfbeschikking.
- Verwelkomt het rapport van de secretaris-generaal en zijn aanbevelingen.

### Handelingen
De MINURSO-missie werd verlengd tot 31 oktober. Marokko's beslissing om de aanwezigheid van het kantoor van de hoge commissaris voor de Vluchtelingen te formaliseren werd verwelkomd. Beide partijen werd gevraagd mee te werken aan de terugkeer van stemgerechtigde vluchtelingen.
Ook werd opgeroepen om snel een status of forces-akkoord te sluiten voor MINURSO's militaire eenheden. Ten slotte werd de secretaris-generaal gevraagd om binnen 30 dagen te rapporteren over de vooruitgang.

## Verwante resoluties
- Resolutie 1163 Veiligheidsraad Verenigde Naties
- Resolutie 1185 Veiligheidsraad Verenigde Naties
- Resolutie 1204 Veiligheidsraad Verenigde Naties
- Resolutie 1215 Veiligheidsraad Verenigde Naties

Lijst ·  1147 ·  1148 ·  1149 ·  1150 ·  1151 ·  1152 ·  1153 ·  1154 ·  1155 ·  1156 ·  1157 ·  1158 ·  1159 ·  1160 ·  1161 ·  1162 ·  1163 ·  1164 ·  1165 ·  1166 ·  1167 ·  1168 ·  1169 ·  1170 ·  1171 ·  1172 ·  1173 ·  1174 ·  1175 ·  1176 ·  1177 ·  1178 ·  1179 ·  1180 ·  1181 ·  1182 ·  1183 ·  1184 ·  1185 ·  1186 ·  1187 ·  1188 ·  1189 ·  1190 ·  1191 ·  1192 ·  1193 ·  1194 ·  1195 ·  1196 ·  1197 ·  1198 ·  1199 ·  1200 ·  1201 ·  1202 ·  1203 ·  1204 ·  1205 ·  1206 ·  1207 ·  1208 ·  1209 ·  1210 ·  1211 ·  1212 ·  1213 ·  1214 ·  1215 ·  1216 ·  1217 ·  1218 ·  1219